# Claderia papuana
Claderia papuana är en orkidéart som beskrevs av Rudolf Schlechter. Claderia papuana ingår i släktet Claderia och familjen orkidéer. Inga underarter finns listade i Catalogue of Life.